# Stephan Lewies
Pas d'image ? Cliquez ici

a Compétitions nationales et continentales officielles uniquement.

b Matchs officiels uniquement.
Dernière mise à jour le 21 mars 2025.
Stephan Lewies, né le 27 janvier 1992 à Pretoria (Afrique du Sud), est un joueur sud-africain de rugby à XV jouant principalement au poste de deuxième ligne aux Harlequins.

## Biographie
Stephan Lewies rejoint les Sharks en junior, en 2011.
En 2013, il remporte la Currie Cup avec les Natal Sharks, après une victoire 33 à 19 contre la Western Province.
L'année suivante, il est inclus dans l'effectif des Sharks pour la saison 2014 de Super Rugby. Durant l'été, il est sélectionné pour la première fois de sa carrière en équipe d'Afrique du Sud afin de compenser l'absence sur blessure de Flip van der Merwe. Il obtient ensuite sa première cape face à l'Écosse, entrant en jeu à la place de Victor Matfield durant cette tournée.
En 2017, il décide de ne plus jouer la Currie Cup avec les Natal Sharks pour pouvoir jouer avec le club des Kamaishi Seawaves (en) au Japon à la place, tout en continuant d'évoluer avec les Sharks. Après deux saisons dans ces conditions, il s'engage avec les Lions pour la saison 2019 de Super Rugby. À la fin de cette saison, il quitte son pays natal pour l'Angleterre et rejoint les Harlequins.
En 2020, il joue la finale de Coupe d'Angleterre perdue contre les Sale Sharks.
Dès sa deuxième saison en Europe, en 2020-2021, il est nommé capitaine de l'équipe. En fin de saison, il prend part à la finale du Championnat d'Angleterre remportée 40 à 38 contre les Exeter Chiefs.
En milieu de saison 2024-2025, il prolonge son contrat avec les Harlequins, alors qu'il avait songé à prendre sa retraite sportive à cause de blessures.

## Palmarès
- Vainqueur de la Currie Cup en 2013 avec les Natal Sharks.
- Finaliste de la Coupe d'Angleterre en 2020 avec les Harlequins.
- Vainqueur du Championnat d'Angleterre en 2021 avec les Harlequins.